# Bay Olympic
Der Bay Olympic Football Club ist ein neuseeländischer Fußballklub aus dem Vorort New Lynn von Auckland.

## Geschichte
Der Klub wurde im Jahr 1998 gegründet. Er entstand aus einer Fusion der Klubs Blockhouse Bay (gegründet im Jahr 1948 und Gewinner des Chatham Cup 1970) und dem Green Bay-Titirangi United SC (gegründet 1973). So startete man als Nachfolger von Blockhouse Bay dann auch gleich zur Saison 1998 in den Spielbetrieb der regionalen Premier League. Nach der darauffolgenden Spielzeit musste man über den 9. Platz jedoch absteigen und somit in die Division 1 runter. Bereits zur Spielrunde 2002 gelang dann aber die Rückkehr in die Premier League, wo man sich dann auch über die nächsten Jahre halten konnte. Hier wurde man dann auch 2005 und 2006 in aufeinanderfolgenden Jahren Meister. Ein Ereignis was auch in den Spielzeiten 2011 und 2012 noch einmal wiederholt werden konnte. Mit der Ausnahme der Spielzeit 2019 (in der man durch einen Abstieg kurz wieder in der Division 1 spielte), ist die Mannschaft bis heute weiter durchgehend der nun Northern League heißenden Liga. Seit der Saison 2021 ist man damit auch Teil des Systems der neuen wiedereingeführten National League und hat somit die Chance sich für die Championship zu qualifizieren. Allerdings gelang dies bislang noch nicht und die beste Platzierung war ein 6. Platz in der Spielzeit 2021.
Der größte Erfolg im Chatham Cup war bislang die Teilnahme am Finalspiel der Ausgabe 2010, in welcher man mit 1:3 am Ende den Miramar Rangers unterlag.

## Erfolge
- Northern League
  - Meister (4): 2005, 2006, 2011, 2012